# マグニトゴルスク国際空港
マグニトゴルスク国際空港（ロシア語:  Международный аэропорт Магнитогорск、英語: Magnitogorsk International Airport）は、ロシア・マグニトゴルスクにある空港。

## 概要
マグニトゴルスクはチェリャビンスク州に位置するが、当空港は隣接するバシコルトスタン共和国にある。

## 就航航空会社と就航都市

### 国内線
| 航空会社           | 就航地                                     |
| ------------------ | ------------------------------------------ |
| アエロフロート     | モスクワ/シェレメーチエヴォ                |
| S7航空             | ノヴォシビルスク                           |
| ロシア航空         | サンクトペテルブルク                       |
| ノードウィンド航空 | サンクトペテルブルク、ソチ、シンフェロポリ |
| UVTアエロ          | サマーラ                                   |
| アジムート         | ミネラーリヌィエ・ヴォードィ               |